# Алёхновичи (Дятловский район)
Алёхновичи (бел. Алёхнавічы) — деревня в Жуковщинском сельсовете Дятловского района Гродненской области Белоруссии. По переписи населения 2009 года в Алёхновичах проживало 37 человек.

## Этимология
Название деревни образовано от фамилии Алёхнович.

## География
Алёхновичи расположены в 9 км к северо-западу от Дятлово, 135 км от Гродно, 22 км от железнодорожной станции Новоельня.

## История
В 1624 году упоминаются в составе Краглевской волости во владении Сапег.
В конце XIX века Алёхновичи — деревня в Пацевской волости Слонимского уезда Гродненской губернии (28 домов, 188 жителей). В 1905 году — 204 жителя.
В 1921—1939 годах Алёхновичи находились в составе межвоенной Польской Республики. В 1923 году в Алёхновичах имелось 35 хозяйств, проживало 190 человек. В сентябре 1939 года Алёхновичи вошли в состав БССР.
В 1996 году Алёхновичи входили в состав колхоза «1-е Мая». В деревне насчитывалось 42 хозяйства, проживало 86 человек.